# Nawodnik Müllera
Nawodnik Müllera (Ephydatia muelleri) – gatunek gąbek słodkowodnych.

## Występowanie
Jest to jeden z gatunków gąbek, które występują na terenach Polski. Oprócz tego występuje też w innych państwach Europy poza Hiszpanią, Portugalią, Ukrainą, Litwą oraz kilkoma innymi państwami, a także w Ameryce Północnej. Występuje głównie w wodach czystych i spokojnych, tam gdzie może osiedlać się głębiej. Osiedla się na twardych przedmiotach.

## Opis
Nawodnik Müllera to gąbka o twardej strukturze. Tworzy najczęściej poduszkowate bryły. Najczęściej jej zabarwienie jest ciemnożółty, chociaż może też mieć kolor brunatny lub zielony. Po raz pierwszy została opisana przez Lieberkühna w 1855 roku (według innych źródeł w 1856).